# Granada uralkodóinak listája
Az alábbi lista a Granadai Emírség mór uralkodóit tartalmazza.
| Név                           | Uralkodása                           | Megjegyzések |
| ----------------------------- | ------------------------------------ | ------------ |
| Naszridák (1232 – 1494)       |                                      |              |
| I. Mohamed (*1194)            | szl.: 1232, †1273. január 22.        |              |
| II. Mohamed (*1234)           | szl.: 1273, †1302. április 8.        |              |
| III. Mohamed (*1256)          | szl.: 1302–1309, †1310 márciusa      |              |
| Naszr (*1287. november 2.)    | szl.: 1309–1314, †1322. november 16. |              |
| I. Iszmáil (*1279)            | szl.: 1314, †1325. július 6.         |              |
| IV. Mohamed (*1315)           | szl.: 1325, †1333. augusztus 25.     |              |
| I. Juszuf (*1318. június 29.) | szl.: 1333, †1354. október 19.       |              |
| V. Mohamed (*1338)            | szl.: 1354–1359, ld. alább           |              |
| II. Iszmail (*1339)           | szl.: 1359, †1360. június 24.        |              |
| VI. Mohamed (*1332)           | szl.: 1360, †1362. április 25.       |              |
| V. Mohamed (2x)               | szl.: 1362, †1391. január 16.        |              |
| II. Juszuf                    | szl.: 1391, †1392. október 3.        |              |
| VII. Mohamed (*1370)          | szl.: 1392, †1408. május 13.         |              |
| III. Juszuf (*1376)           | szl.: 1408, †1417                    |              |
| VIII. Mohamed (*1409/1411)    | szl.: 1417–1419, ld. alább           |              |
| IX. Mohamed (*1396)           | szl.: 1419–1427 ld. alább            |              |
| VIII. Mohamed (2x)            | szl.: 1427–1429, †1431 márciusa      |              |
| IX. Mohamed (2x)              | szl.: 1430–1431, ld. alább           |              |
| IV. Juszuf                    | szl.: 1432, †1432 áprilisa           |              |
| IX. Mohamed (3x)              | szl.: 1432–1445, ld. alább           |              |
| X. Mohamed (*1415)            | szl.: 1445, ld. alább                |              |
| V. Juszuf                     | szl.: 1445–1446, ld. alább           |              |
| X. Mohamed (2x)               | szl.: 1446–1448, †1454               |              |
| IX. Mohamed (4x)              | szl.: 1448, †1453                    |              |
| XI. Mohamed                   | szl.: 1453, †1454                    |              |
| Szaid                         | szl.: 1454–1462, ld. alább           |              |
| V. Juszuf (2x)                | szl.: 1462-ben, †1463                |              |
| Szaid (2x)                    | szl.: 1462–1464, †1465               |              |
| Abu al-Hasszán Ali            | szl.: 1464–1482, ld. alább           |              |
| XII. Mohamed (*1459)          | szl.: 1482–1483, ld. alább           |              |
| Abu al-Hasszán Ali (2x)       | szl.: 1483, †1485                    |              |
| XIII. Mohamed (*1444)         | szl.: 1485–1486, †1494?              |              |
| XII. Mohamed (2x)             | szl.: 1486–1492, †1528               |              |

## Fordítás
- Ez a szócikk részben vagy egészben  a   Nasrid dynasty című angol Wikipédia-szócikk fordításán alapul.  Az eredeti cikk szerkesztőit annak laptörténete sorolja fel. Ez a jelzés csupán a megfogalmazás eredetét és a szerzői jogokat jelzi, nem szolgál a cikkben szereplő információk forrásmegjelöléseként.